# Turnera capitata
Turnera capitata är en passionsblomsväxtart som beskrevs av A.A. St.-hil., A. Juss. och Cambess.. Turnera capitata ingår i släktet Turnera och familjen passionsblomsväxter. Inga underarter finns listade i Catalogue of Life.